# Colasposoma
Colasposoma es un género de escarabajos  de la familia Chrysomelidae, subfamilia Eumolpinae. En 1833 Laporte describió el género. Se encuentra en África, Asia y Australia.
Contiene las siguientes especies:
- Colasposoma apicipenne Tan, 1983
- Colasposoma confusa Tan & Wang, 1981
- Colasposoma vicinale Tan, 1983

(Muchos más. Lista incompleta)